# Hospital de Peregrinos de Soria
El Hospital de Peregrinos o de San Salvador de Soria (España) fue uno de los hospitales con los que contó a ciudad, encargado de la asistencia de los peregrinos que iban a Santiago de Compostela por el denominado Camino Castellano-Aragonés o Camino de Santiago de Soria.
Se situaba junto a la iglesia de El Salvador y desapareció en 1967 cuando se derribó la antigua iglesia para construir una de mayor capacidad.

## Historia
En el año 1485 el escribano Gil Blázquez fundó un hospital de peregrinos junto a la iglesia de El Salvador dejando para la iglesia unas casas contiguas para que fueran atendidos los peregrinos. Según algunos autores, Francisco de Villareal donó parte de sus posesiones en 1563 para que también pudieran ser asistidos enfermos y transeúntes, aunque en realidad estas posesiones sirvieron para la fundación del Hospital de Villarreal.
Según Nicolás Rabal en este local se albergaban por una y hasta tres noches los pobres transeúntes facilitándoles un jergón para descansar y leña en el invierno para calentarse.
Pasó a posesión de la Diputación Provincial a mediados del siglo XIX cuando ésta se hizo cargo de los hospitales y de los hospicios de la ciudad. En el año 1967 se derribó junto con la antigua El Salvador  para construir un templo de mayor capacidad en esta zona de expansión de la ciudad dando lugar a la actual Plaza de El Salvador.